# Реал-теннис

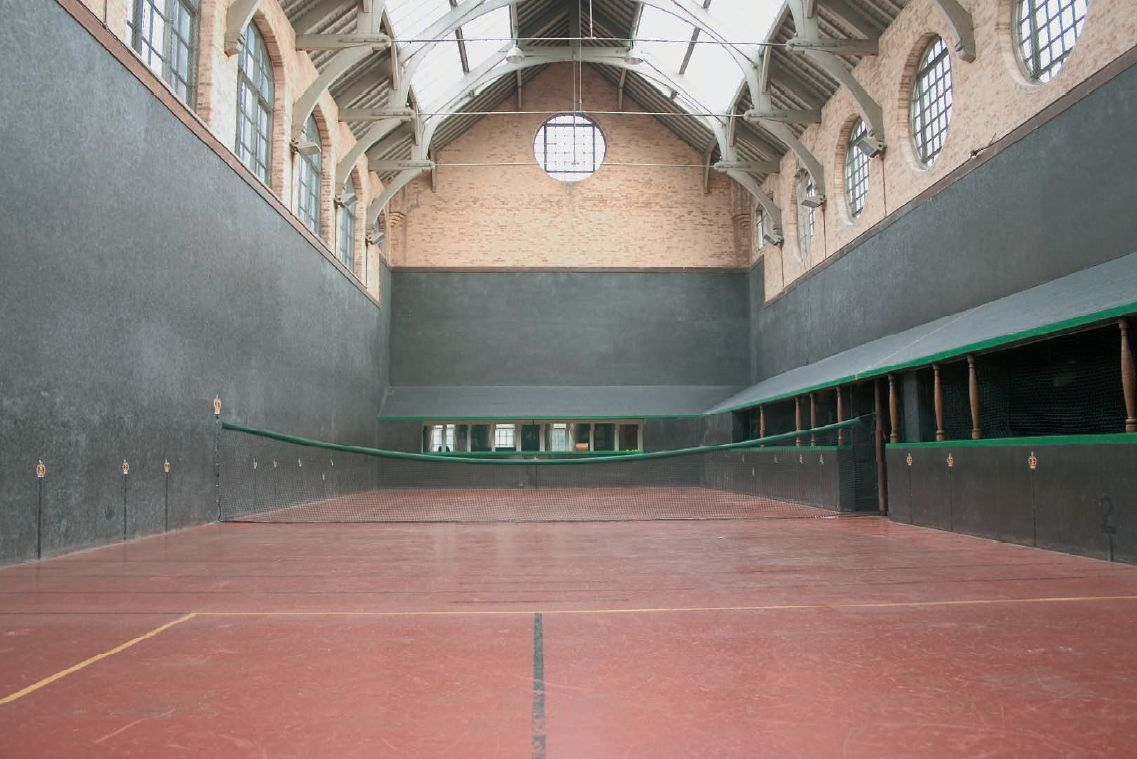
Закрытый корт в английском городе Ньюкасле

Реал-теннис (англ. real tennis буквально «настоящий теннис», другой вариант перевода — «королевский теннис») — старинная игра с мячом, которая родилась из французского жё-де-пом и послужила прообразом большого тенниса. Энтузиасты настоящего тенниса,  или «реалисты», по сей день играют на закрытых кортах Англии, Австралии, Соединённых Штатов, Франции.

## Номенклатура
В Англии, где эта игра зародилась, большой теннис называют лаун-теннисом (англ. lawn tennis), что в буквальном переводе означает «теннис на лужайке» или «теннис на траве». В Соединённых Штатах настоящий теннис называют теннисом на корте (англ. court tennis), в Австралии это королевский теннис.
Любители реал-тенниса обычно называют свою игру теннисом, в то время как тот вариант игры, который сегодня широко известен как теннис, они называют «лаун-теннис».

## Инвентарь
Теннисные мячи для настоящего тенниса по сей день производятся вручную. Они сделаны из пробки, плотно обмотанной широкой тесьмой, а затем обтянуты, как правило, шерстяной тканью. Первые теннисные мячи были белого цвета; мячи жёлтого цвета впервые появились в самом конце XX века (в большом теннисе мячи жёлтого цвета появились несколько раньше). Пробковые теннисные мячи гораздо менее прыгучие, чем современные теннисные мячи, сделанные с использованием латекса.

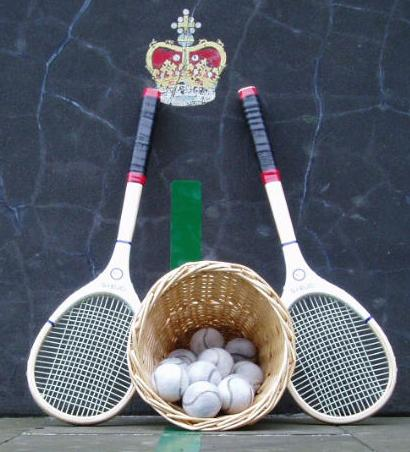
Ракетки и мячи для реал-тенниса

Ракетки настоящего тенниса сделаны из дерева. Струны должны быть натянуты очень туго для того, чтобы ракетка могла выдержать удар довольно тяжёлого мяча. Голова ракетки немного изогнута, чтобы дать возможность теннисистам брать низкие мячи (находящиеся в положении очень близко к полу или углу помещения). В настоящее время существуют только два производителя в мире, специализирующиеся на производстве таких ракеток: «Grays of Cambridge» («Грейз оф Кембридж», Великобритания) и «Harrow Sports» («Харроу Спортс», США).

## Корты
Корты настоящего тенниса находятся в помещении капитальной постройки с высокими потолками и, таким образом, занимают гораздо большее пространство, чем корты современного большого тенниса.
Размер корта, включая галереи для зрителей, составляет 34 × 12 метра, размер собственно игровой площадки — 29 × 9,8 метра. Узкие галереи устраиваются вдоль трёх из четырёх сторон корта, отгораживаются от собственно игровой площадки сплошными парапетами, и накрываются сверху наклонными крышами — так называемыми «пентхаусами».

## Описание игры
Правила счёта очень похожи на современный теннис за исключением того, что в настоящем теннисе, в отличие от современного большого тенниса, сет  выигрывает тот, кто первым выиграл 6 игр (геймов): то есть после того как счёт становится 5:5, нет необходимости выиграть две игры подряд для того, чтобы выиграть сет.
Подача мяча производится всегда с одного и того же конца корта. Хорошей подачей считается та подача, при которой мяч, до того как приземлился на стороне принимающего, задевает пентхаус с левой стороны (от подающего) на стороне принимающего подачу.
Существуют разные стили подач; их названия, по всей видимости, характеризуют технику, используемую при подаче, например: «бумеранг» или «жираф».
Правила игры довольно сложные, к примеру, если подающий не сумел вернуть удар оппонента, и мяч сделал два отскока (что в ситуации большого тенниса означает проигранное очко), теннисист не проигрывает очко автоматически, а имеет возможность отыграть его. В такой ситуации в действие вступает правило игры, которое называется «чейс»: обозначается место второго отскока мяча; подающий и принимающий подачи меняются местами, и игра продолжается до тех пор, пока «чейс» не считается отыгранным или проигранным, и очко не присуждается той или иной стороне. «Чейс» считается отыгранным, если удар игрока, пытающегося отыграть «чейс», лучше чем тот удар, который он (игрок) не смог принять, и, таким образом, был вызван «чейс». Удар считается лучше, если второй отскок мяча находится дальше от сетки, чем второй отскок того удара, который вызвал «чейс».
В правилах настоящего тенниса существуют и другие сложности, в том числе, связанные с регуляцией подач: в настоящем теннисе подающий и принимающий подачи не меняются после каждого «гейма», как это происходит в современном большом теннисе. В настоящем теннисе смена подач происходит в зависимости от «чейсов».

## История

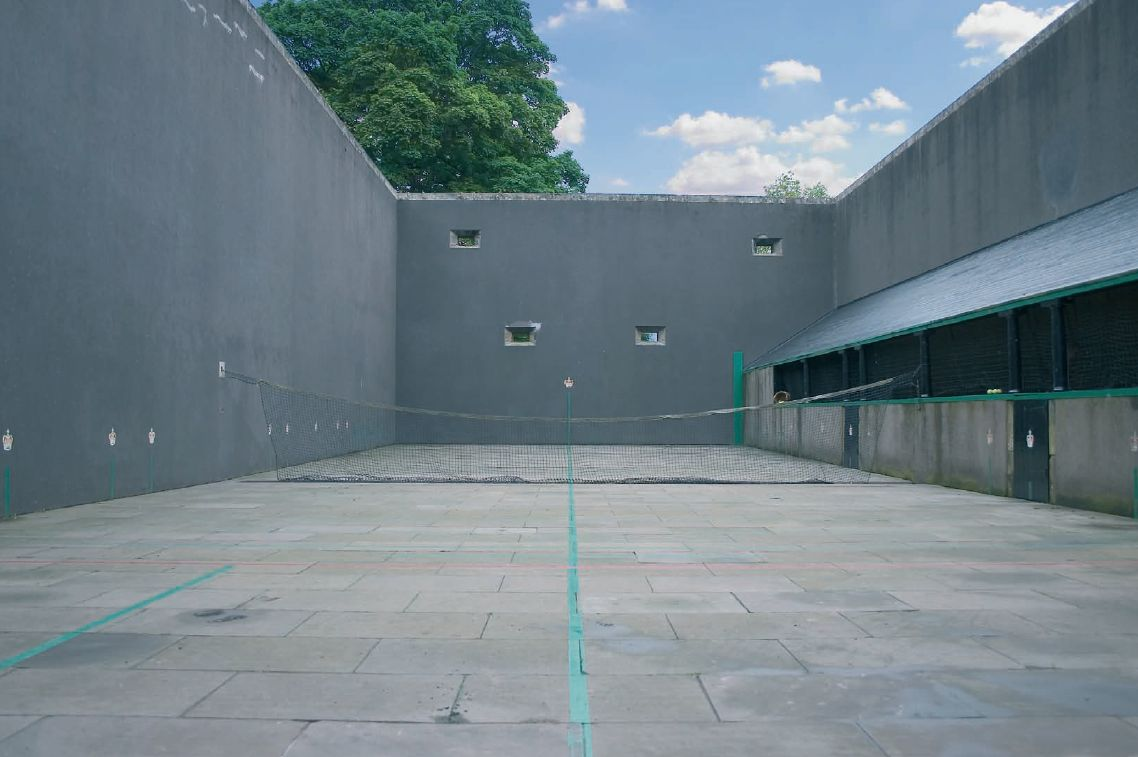
Зал Фолклендского дворца для игры в мяч. Построен в 1539 году и до сих пор используется спортсменами.

Принято считать, что слово теннис произошло от французского слова «tenez» («держи!»), что означает определённого рода предупреждение от подающего принимающему подачу. Французская игра XII века, судя по всему, была похожа на современный ручной мяч, то есть предполагала игру голой рукой, а на более поздней стадии развития — рукой в перчатке. Судя по архитектурному строению первых теннисных кортов, есть предположение, что игру придумали монахи. В XVI веке установились правила игры, появилась ракетка, и игра была перенесена в закрытые помещения. Примерно в этот период игра становится популярной в других странах Европы. Существуют исторические документы, свидетельствующие о том, что в одном только Париже в 1596 году было 250 кортов.
Генрих V был первым из английских монархов, кто заинтересовался теннисом, однако наибольший вклад в развитие тенниса внёс Генрих VIII. При его дворцах было устроено несколько теннисных кортов. Один из них, в Хэмптон-корте, сохранился до наших дней.
Существует поверье, что жена Генриха VIII, Анна Болейн, была арестована во время наблюдения за игрой. По другой версии этой легенды, Генрих VIII играл в теннис в то время, когда ему принесли известие об экзекуции Анны Болейн. Позже, во времена правления Якова I (1603-1625), на территории Лондона было построено 14 кортов.
В Англии викторианского периода произошло возрождение настоящего тенниса. Со временем внимание поклонников тенниса переключилось на игру на открытых кортах, и вскоре большой теннис на открытых кортах стал более популярным среди мужчин и женщин, чем «настоящий теннис» (игроки реал-тенниса были практически исключительно мужчинами).
В Австралии корты настоящего тенниса были построены в 1875 году в Хобарте, а в Соединённых Штатах — в 1876 году в Бостоне, в 1890 году в Нью-Йорке и некоторых других городах.